# Pithampur
Pithampur é uma cidade e uma nagar panchayat no distrito de Dhar, no estado indiano de Madhya Pradesh.

## Demografia
Segundo o censo de 2001,  Pithampur  tinha uma população de 68,051 habitantes. Os indivíduos do sexo masculino constituem 58% da população e os do sexo feminino 42%. Pithampur tem uma taxa de literacia de 62%, superior à média nacional de 59.5%: a literacia no sexo masculino é de 73% e no sexo feminino é de 47%. Em Pithampur, 18% da população está abaixo dos 6 anos de idade.